# ナンタケット・スレイライド
『ナンタケット・スレイライド』（Nantucket Sleighride）は、アメリカ合衆国のハードロック・バンド、マウンテンが1971年に発表した2作目のスタジオ・アルバム。

## 解説
レスリー・ウェストとフェリックス・パパラルディの共作アルバムとしては、通算3作目に当たる。
ナンタケット・スレイライド（Nantucket sleighride）とは18世紀から盛んになった大型の帆走捕鯨船を捕鯨母船とするアメリカ式捕鯨において、キャッチャーボートが銛を撃ち込まれたクジラによって引きずられていく様を描写した表現である。パパラルディが妻ゲイル・コリンズと共作したタイトル曲は、捕獲しようとしたマッコウクジラに逆襲されて撃沈した19世紀の捕鯨船エセックス号の乗組員を題材としており、漂流中に仲間の為に自己犠牲を選んだ少年船員オーウェン・コフィン（Owen Coffin）に捧げられている。
ウェストは同曲について、当初「本当に覚えづらい曲で、あまりにも難しいから嫌いだった」と語っている。ライヴでは長時間の即興演奏が含まれることが多く、1972年発売のアルバム『マウンテン・ライヴ 暗黒への挑戦』では17分以上、1973年8月30日の大阪公演を収録したアルバム『異邦の薫り』では32分以上に及んだ。この曲はイギリスのテレビ番組Weekend Worldのテーマ曲に採用されたことから同国での人気が高く、ウェストは後年、自分達がイギリスのフェスティヴァルに出演した時のことを振り返って「俺達が"Nantucket Sleighride"のイントロを演奏しただけで10万人が熱狂し出して、俺は連中が何でこの曲を知っているのか分からなかったよ!」と述べている。

## 反響・評価
アメリカではBillboard 200で彼等にとって最高の16位を記録し、シングル「アニマル・トレーナー」はBillboard Hot 100で76位に達した。イギリスでは1971年6月5日付の全英アルバムチャートで43位となり、初の全英チャート入りを果たした。
日本初回盤（BELL-68007）は1971年11月に発売され、オリコンLPチャートでは18週トップ100入りして最高54位を記録した。
ジェイムズ・クリスペルはオールミュージックにおいて5点満点中3点を付け、タイトル曲を「クラシックの学識と穏やかなロックを絡め合わせた見事なミクスチャー」、アルバム全体に関しては「画期的ではないが聴く価値はある」と評している。

## 収録曲
1. ドント・ルック・アラウンド "Don't Look Around" (Leslie West, Felix Pappalardi, Gail Collins, Sue Palmer) – 3:46
2. タウンタ "Taunta (Sammy's Tune)" (F. Pappalardi) – 1:00
3. ナンタケット・スレイライド "Nantucket Sleighride (For Owen Coffin)" (F. Pappalardi, G. Collins) – 5:53
4. 君は俺のもの "You Can't Get Away" (L. West, Corky Laing, G. Collins) – 3:27
5. タイアード・エンジェルス "Tired Angels (For J.M.H.)" (F. Pappalardi, G. Collins) – 4:40
6. アニマル・トレーナー "The Animal Trainer and the Toad" (L. West, S. Palmer) – 3:28
7. マイ・レディ "My Lady" (F. Pappalardi, C. Laing, G. Collins) – 4:34
8. 暗黒への旅路 "Travellin' in the Dark (For E.M.P.)" (F. Pappalardi, G. Collins) – 4:25
9. 偉大なる列車強盗 "The Great Train Robbery" (L. West, F. Pappalardi, C. Laing, G. Collins) – 5:44

### 2003年リマスターCDボーナス・トラック
1. 暗黒への旅路（ライヴ） "Travellin' in the Dark (For E.M.P.) (Live)" (F. Pappalardi, G. Collins)

## 参加ミュージシャン
- レスリー・ウェスト　Leslie West – ボーカル、ギター
- フェリックス・パパラルディ　Felix Pappalardi – ボーカル、エレクトリックベース
- スティーヴ・ナイト　Steve Knight – キーボード
- コーキー・レイング　Corky Laing – ドラムス